# Kornhaus (Baden)

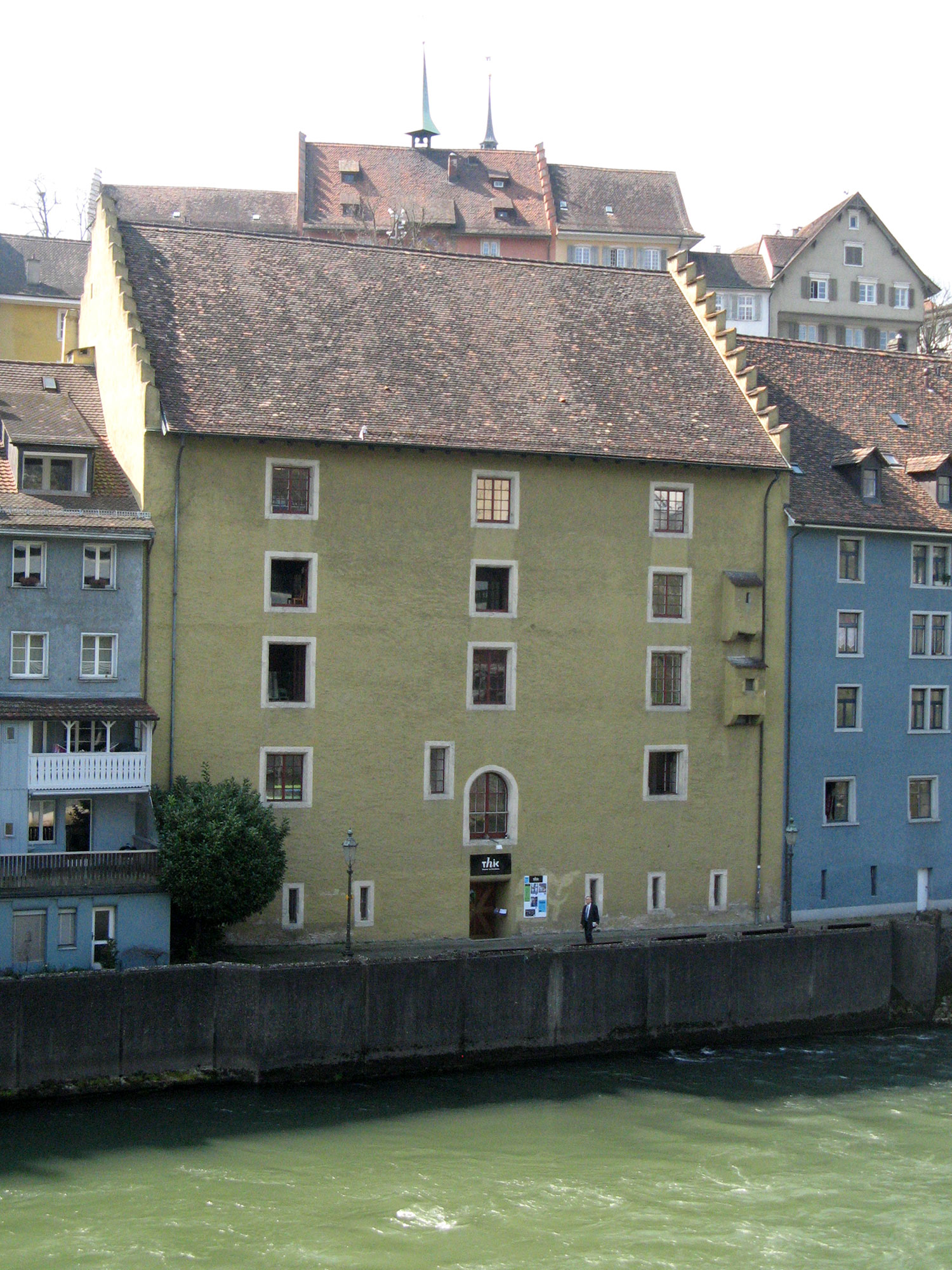
Kornhaus

Das Kornhaus ist ein ehemaliges Getreidelager in Baden in der Schweiz. Das denkmalgeschützte Gebäude befindet sich am Ostrand der Altstadt am Ufer der Limmat, in unmittelbarer Nähe zur Holzbrücke und schräg gegenüber dem Landvogteischloss.
Das älteste nachweisbare Kornhaus Badens stand seit mindestens 1369 am Kirchplatz. Weitere Kornlager im Mittelalter waren das Kaufhaus am Marktplatz und der Estrich des Rathauses. 1511 liess das Agnesspital an der Kronengasse das heute als Kornhaus bekannte, spärlich befensterte, Gebäude errichten. Es diente zunächst dem Eigengebrauch, wurde aber ab dem 16. oder 17. Jahrhundert auch als allgemeines Kornlager der Bürgerschaft genutzt. So wurde es noch jahrhundertelang «Spitalhaus» oder «Spitalmagazin» genannt. 
Während der Zeit der Helvetischen Republik war das Kornhaus eine Kaserne, von 1843 bis 1851 bestand im obersten Geschoss eine Arbeitsstätte für die Gefangenen der damaligen benachbarten Strafanstalt, welche aber wenig später verbrannte. 1954 wurde im Keller ein Theater eröffnet («Theater im Kornhaus»), 1962 bis 1965 folgte der Ausbau zu einem Jugendhaus. Daneben befinden sich darin unter anderem die Büros der Städtischen Jugendarbeit, die Fachstelle Kultur, eine Kinderkrippe, ein Atelier sowie der Psychiatrische Dienst des Kantons Aargau.